# Уийпийс
Уийпийс (на английски: The Weepies, Дъ Уийпийс) е популярна музикална група, съставена от певците и автори на песни Деб Талън и Стийв Танен. Членовете на бандата са били активни музиканти със собствени кариери преди да се срещнат. Те се запознават през 2001 г., на представление, в което участва Танен. Бързо намират общ език и започват да работят заедно. Талън и Танен са женени и живеят в Топанга, Калифорния. На 7 октомври, 2007 г. им се ражда първото дете, което кръщават Самюъл Танън.
През 2007 г. бандата работи заедно с Менди Мор, пишейки и свирейки за нейния нов албум Wild Hope. Двойката съобщава на сайта си, че записват нов албум, Hideaway, с помощта на някои техни приятели музиканти. Hideaway излиза на 22 април, 2008 г.
Уийпийс получават по-голямо внимание след излизането на втория им албум Say I Am You. През февруари 2006 г., той застава на първа позиция в класацията на iTunes за най-теглени фолк албуми в осем страни. Песни от Say I Am You се появяват в много популярни телевизионни програми като Анатомията на Грей, Самотно дърво на хълма, Смешно отделение, Как се запознах с майка ви, Кайл Екс Уай и др.